# دردسر سه‌گانه
دردسر سه‌گانه (به انگلیسی: Triple Trouble) فیلمی کوتاه و صامت، به کارگردانی چارلی چاپلین با بازی چارلی چاپلین، بیلی آرمسترانگ، ادنا پرواینس، جیمز تی. کلی و لئو وایت محصول سال ۱۹۱۸ است.